# Дуглас Луис
Дуглас Луис Соарес де Пауло (порт. Douglas Luiz Soares de Paulo), более известный, как Дуглас Луис (порт. Douglas Luiz; род. 9 мая 1998, Рио-де-Жанейро) — бразильский футболист, полузащитник клуба «Ювентус» и национальной сборной Бразилии. Чемпион Олимпийских игр 2020 года в Токио.

## Клубная карьера
Луис — воспитанник клуба «Васко да Гама». 27 августа 2016 года в матче против «Тупи» он дебютировал в бразильской Серии B. 31 августа в поединке против «Вила Новы» Дуглас забил свой первый гол за «Васко да Гама». По итогам сезона Луис помог выйти в элиту. 14 мая в матче против «Палмейрас» он дебютировал в бразильской Серии А.
Летом 2017 года Дуглас перешёл в английский «Манчестер Сити», подписав контракт на пять лет. Сумма трансфера составила 12 млн евро. Для получения игровой практики «горожане» сразу отдали игрока в годичную аренду в испанскую «Жирону». 26 августа в матче против «Малаги» он дебютировал в Ла Лиге.
В 2019 году Дуглас перешёл в «Астон Виллу». Сумма трансфера составила 15 млн евро. 10 августа в матче против «Тоттенхэм Хотспур» он дебютировал в английской Премьер лиге. 17 августа в поединке против «Борнмута» Луис забил свой первый гол за «Астон Виллу».
30 июня 2024 года итальянский клуб «Ювентус» объявил о трансфере Луиса.

## Международная карьера
В 2017 года Луис в составе молодёжной сборной Бразилии принял участие в молодёжном чемпионате Южной Америки в Эквадоре. На турнире он сыграл в матчах против команд Чили, Парагвая, Колумбии и дважды Эквадора.
19 ноября 2019 года в товарищеском матче против сборной Южной Кореи Дуглас дебютировал за сборную Бразилии.
В 2021 году Дуглас стал серебряным призёром домашнего Кубка Америки. На турнире он сыграл в матчах против команд Эквадора и Перу.
В 2021 году Дуглас в составе олимпийской сборной Бразилии стал победителем летних Олимпийских игр 2020 в Токио. На турнире он сыграл в матчах против команд Германии, Кот-д’Ивуара, Египта, Мексики и Испании.

## Достижения
Сборная Бразилии (до 23 лет)
- Олимпийский чемпион: 2020
- Победитель Турнира в Тулоне: 2019

Сборная Бразилии
- Серебряный призёр Кубка Америки: 2021